# Nézel
Nézel ist eine französische Gemeinde mit 1.111 Einwohnern (Stand: 1. Januar 2022) im Département Yvelines in der Region Île-de-France. Sie gehört zum Arrondissement Mantes-la-Jolie und zum Kanton Aubergenville. Die Einwohner werden Nézellois genannt.

## Geographie
Nézel befindet sich etwa 38 Kilometer westnordwestlich von Paris am Mauldre. Umgeben wird Nézel von den Nachbargemeinden Épône im Norden und Westen, Aubergenville im Osten, Aulnay-sur-Mauldre im Süden sowie La Falaise im Westen.

## Bevölkerungsentwicklung
| Jahr                      | 1962 | 1968 | 1975 | 1982 | 1990 | 1999 | 2006 | 2013 | 2021 |
| Einwohner                 | 511  | 595  | 525  | 793  | 806  | 945  | 944  | 1116 | 1083 |
| Quelle: Cassini und INSEE |      |      |      |      |      |      |      |      |      |

## Sehenswürdigkeiten

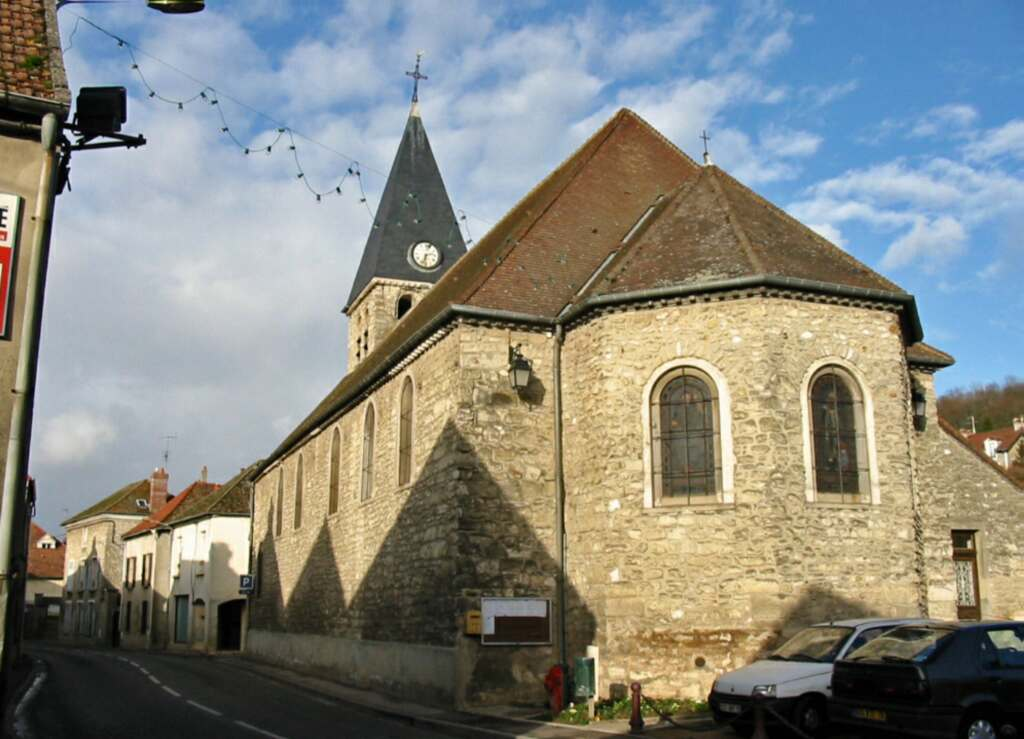
Kirche Saint-Blaise

- Kirche Saint-Blaise